# Nikolaï Rimski-Korsakov
« Rimski-Korsakov » redirige ici. Pour les autres significations, voir Rimski-Korsakov (homonymie).
Œuvres principales
- Schéhérazade
- Capriccio espagnol
- La Grande Pâque russe
- Le Coq d'or
- Sadko
- Flocon de neige
- Kitège
- Le Vol du bourdon

Nikolaï Andreïevitch Rimski-Korsakov (en russe : Никола́й Андре́евич Ри́мский-Ко́рсаков, [nʲɪkəˈlaj ɐˈndrʲejɪvʲɪtɕ ˈrʲimskʲɪj ˈkorsəkəf] , ISO 9 : Nikolaj Andreevič Rimskij-Korsakov), né le 6 mars 1844 (18 mars dans le calendrier grégorien) à Tikhvine et mort le 8 juin 1908 (21 juin dans le calendrier grégorien) à Lioubensk (ru), est un compositeur russe. Il fut avec Tchaïkovski l'un des plus grands compositeurs russes de la seconde moitié du XIXe siècle. Il fit partie du « Groupe des Cinq » et fut professeur de musique, d'harmonie et d'orchestration au conservatoire de Saint-Pétersbourg.
Il est particulièrement connu et apprécié pour son utilisation de thèmes extraits du folklore populaire ou des contes, ainsi que pour ses remarquables talents en orchestration, qui lui valent souvent le titre de « magicien de l'orchestre »,. Il eut une influence importante sur la plupart des compositeurs russes, mais aussi étrangers, de la fin du XIXe siècle au début du XXe siècle. Ses œuvres les plus emblématiques sont Schéhérazade, Capriccio espagnol, La Grande Pâque russe, Le Coq d'or, La Légende de la ville invisible de Kitège et de la demoiselle Fevronia et Le Vol du bourdon.

On peut citer le musicologue britannique Gerald Abraham à propos de la musique de Rimski-Korsakov : 

« Il possède un style cristallin, fondé sur l'utilisation des couleurs instrumentales de chaque instrument de base, à travers un cadre clairement défini, une écriture et une orchestration issue de Glinka et Balakirev, Berlioz et Liszt. Il a su passer ces idées à deux générations de compositeurs Russes de Liadov, Glazounov, à Miaskovski, Stravinsky et Prokofiev, qui furent aussi ses élèves, et son influence est évidente, bien que moins prononcée, dans la musique orchestrale de Ravel, Debussy, Dukas et Respighi. »

Le succès de sa musique, quand elle est proposée en concert, ne s'est jamais démenti. Si l'ensemble de ses œuvres est incontournable en Russie, ses opéras n'ont que peu percé en Occident, alors que sa musique symphonique est universellement saluée.

## Biographie

### Jeunes années

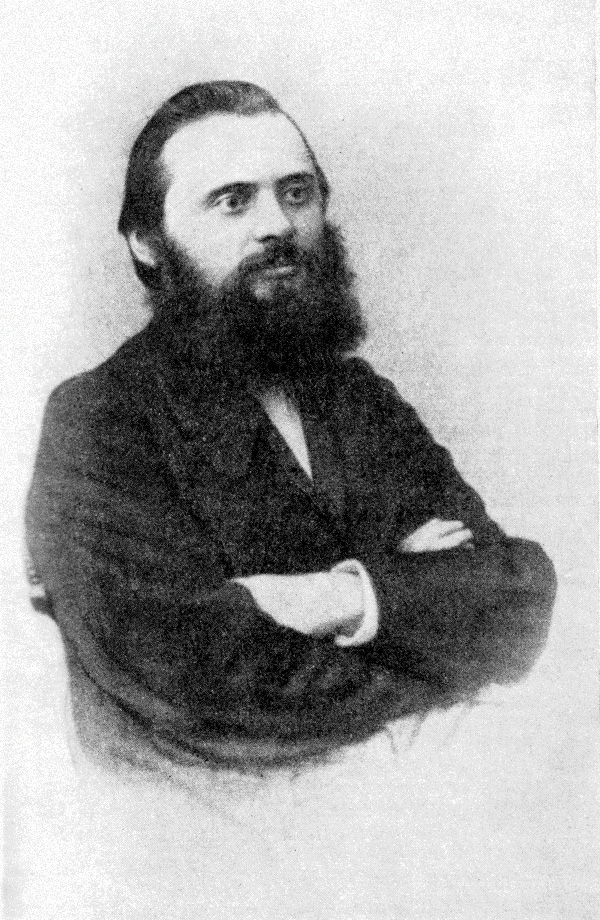
Mili Balakirev dans les années 1860.

Rimski-Korsakov est né à Tikhvine, environ 200 km à l'est de Saint-Pétersbourg, au sein d'une famille aristocratique. Dès son plus jeune âge, il fait preuve d'un talent certain pour la musique. Cependant ses parents n'apprécient guère cette précocité, considérant ces capacités musicales comme une clownerie. Occuper la fonction de compositeur était inacceptable pour un membre de leur famille, au regard des traditions et de leur rang social. Sous la pression de ses parents, il fait ses études au corps des cadets de la Marine, à Saint-Pétersbourg, et s'engage ensuite dans la marine impériale. En parallèle de ces études, il prend néanmoins des cours de piano avec un violoncelliste dénommé Oulikh, se rend souvent à l'Opéra et pratique le piano à quatre mains avec ses amis et professeurs.
Il admettra plus tard avoir toujours été passionné par la musique, la considérant comme un jeu, ou même un jouet, pour l'enfant de seize ans qu'il était. Oulikh a d'ailleurs rapidement découvert le talent du jeune homme et l'a recommandé à un autre professeur de sa connaissance, Feodor A. Kanille (aussi appelé Théodore Canillé). Au début de l'automne 1859, Rimski-Korsakov commence des leçons de piano et de composition avec Kanille. Ce dernier lui présente des compositions plus actuelles, comme celles de Glinka, un compositeur génial et prolifique dit le « Père de la musique classique russe ». Cependant le frère aîné de Nikolaï, Voïn, également dans la marine, qui prend soin de son « intérêt », fait annuler ces leçons dès qu'il apprend leur existence (en septembre 1860). Kanille encourage Nikolaï à poursuivre la pratique de la musique, et à venir lui rendre visite le dimanche, plus pour jouer ensemble que pour prendre des leçons. En novembre 1861, Kanille présente le jeune Nikolaï à Mili Balakirev, pianiste réputé et compositeur patriote.
Balakirev l'encourage à composer de la musique plus qu'à en jouer et lui donne quelques leçons quand il n'est pas en mer. Il le pousse également à enrichir ses connaissances et sa culture musicale au contact d'autres nations et civilisations, à l'occasion de ses missions dans la marine. « C'est la première fois de ma vie que quelqu'un me disait qu'on devait lire, enrichir sa culture, connaître l'histoire, la littérature et la critique. Mille merci à lui ! » Avec Balakirev, il rencontre également d'autres compositeurs qui formeront plus tard le Groupe des Cinq. Il écoute leurs enseignements, leurs avis et leurs critiques sans chercher à débattre avec eux. Avec leurs encouragements, il commence à considérer sérieusement une carrière de compositeur.
En 1862, Rimski-Korsakov part pour une campagne de trois ans autour du monde à bord du clipper Diamant, qui l'emmène en Angleterre, aux États-Unis, au Brésil, en Espagne, en France et en Italie. Il termine trois mouvements de sa première symphonie dans les mois qui précèdent son départ, puis compose l'adagio (qui sera le second mouvement) pendant une halte en Angleterre. Il envoie ses manuscrits à Balakirev, juste avant de reprendre la mer. À son retour en 1865, son mentor lui suggère de travailler encore son œuvre pour la perfectionner. Rimski-Korsakov se met alors au travail très sérieusement, réorganise complètement l'orchestration de l'œuvre et ajoute un trio pour le Scherzo (troisième mouvement). En décembre 1865, Balakirev dirige la création de l'œuvre, qui remporte un vif succès. Le compositeur apparaît sur la scène en uniforme (selon les règles de la marine, même s'il n'est pas en service, un officier se doit de le conserver) pour recevoir les applaudissements de la foule. Le public manifeste une grande surprise à la vue de ce militaire, se demandant comment un tel personnage a pu composer une telle œuvre.

### Compositeur acharné

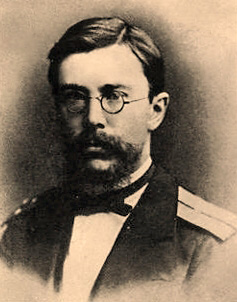
Rimski-Korsakov en jeune officier de marine (1870)

Désormais affecté à terre à l'État major, ses activités d'officier de marine ne l'occupant plus que deux ou trois heures par jour, il dispose d'un temps considérable pour composer de la musique et élargir le cercle de ses relations. Il termine la première version de ses œuvres orchestrales Sadko (1867) et Antar (1868), qui deviendra sa deuxième symphonie. Il se lie d'amitié avec Alexandre Borodine, dont la musique l'étonne et l'intéresse beaucoup. Il passe de plus en plus de temps avec lui, Balakirev, puis Modeste Moussorgski. Ils échangent leurs impressions sur leurs travaux, et parfois travaillent ensemble à de nouvelles compositions. Au printemps 1868, leur petit cercle s'étend à la famille Purgold, qui organise des soirées musicales dans sa maison. La deuxième des trois sœurs Purgold est une chanteuse très douée, et la plus jeune une pianiste accomplie. Elle arrangera une version de Sadko et Antar pour piano à quatre mains.

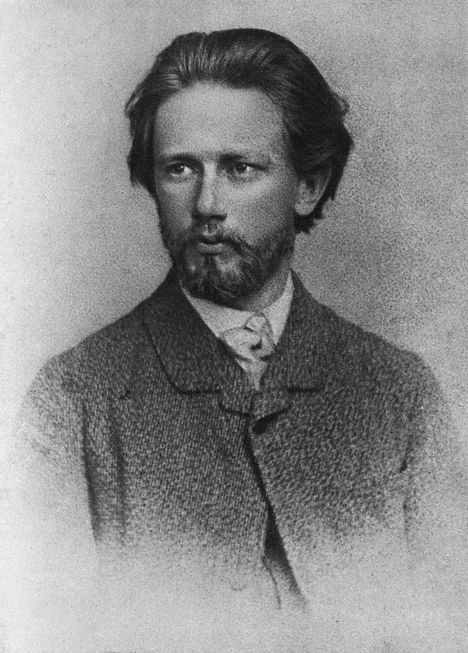
Tchaïkovski en 1866 alors professeur au Conservatoire de Moscou

C'est en 1868 que Rimski-Korsakov rencontre pour la première fois Tchaïkovski, compositeur alors peu connu. Comme l'éducation musicale de Tchaïkovski est plus centrée sur la musique occidentale, alors en vogue au Conservatoire de Saint-Pétersbourg où il a fait ses études, le petit cercle a un regard plutôt méprisant sur ce dernier. À la demande de Balakirev, Tchaïkovski joue le premier mouvement de sa première symphonie au piano. « Cette musique nous plut. Même si la formation de Tchaïkovski posait une véritable barrière entre nos styles. » Le 7 janvier 1873, Rimski-Korsakov sera plus impressionné par le final de la deuxième symphonie du compositeur, « Petite Russie », lorsqu'il le joua chez lui. Cette œuvre est certainement celle de Tchaïkovski qui se rapproche le plus de l'état d'esprit du Groupe des Cinq. Néanmoins, comme l'observa le frère du compositeur, les relations entre Tchaïkovski et Rimski-Korsakov (ou même les Cinq) « se rapprochent de celles de deux états voisins, respectueux les uns des autres, mais défendant jalousement leurs intérêts ».
À l'automne 1871, Rimski-Korsakov emménage dans un appartement de son frère et invite Moussorgski à être son colocataire. Ils arrangent leurs travaux ainsi : le matin, Moussorgski joue du piano, pendant que Rimski-Korsakov copie, compose, ou orchestre. Puis l'après-midi, comme Moussorgski travaille comme fonctionnaire, Rimski-Korsakov peut travailler sur le piano. Enfin, les soirées sont réservées au travail en commun. « Cet automne et hiver, nous avons tous deux profité de cette entente fructueuse », écrit Rimski-Korsakov, « avec des échanges permanents. Il composa et orchestra l'acte polonais de Boris Godounov, ainsi que la scène Près de Kromy. J'ai terminé ma Jeune fille de Pskov ».
L'opéra La Jeune fille de Pskov se heurta d'abord au comité de censure de l'époque, et Rimski-Korsakov a dû faire jouer toutes ses relations pour surmonter cette difficulté. Le plus gros problème était posé par le personnage d'Ivan le Terrible. En effet une loi de 1837 interdisait la présence d'un tsar dans un opéra. Mais la règle était différente pour les pièces de théâtre, ce qui joua en faveur du compositeur. Après de longs efforts diplomatiques et grâce à une famille amie du compositeur, les Krabbe, qui intervint auprès du frère du tsar, la censure finit par accepter la Jeune Fille de Pskov, après quelques modifications. Cette péripétie permit également à Boris Godounov d'être produit au prix de quelques changements.

### Professeur
En 1871, Rimski-Korsakov devient professeur de composition et d'orchestration au Conservatoire de Saint-Pétersbourg, et professeur principal de la classe d'orchestre. À cette époque, il est encore peu confiant en ses capacités d'enseignant, notamment à cause de ses lacunes techniques : « J'étais un amateur, et je ne savais rien ». Fait plus grave, après avoir achevé la Jeune fille de Pskov, Rimski-Korsakov s'aperçoit qu'il est en manque d'inspiration et prend conscience que sa seule chance de poursuivre sa carrière de compositeur est d'acquérir de solides connaissances techniques.
Lors de ses premières années, il « bluffe » donc ses élèves, qui supposent qu'un professeur a nécessairement les compétences requises. Comme il note lui-même, « au début mes élèves n'imaginaient pas mon ignorance et n'avaient pas les moyens de s'en rendre compte. Quand ils commencèrent à en être capables, j'avais acquis les connaissances qui me manquaient ! ». Cette situation est rendue possible par son expérience en composition et orchestration, ses intuitions, sa vision des couleurs orchestrales, et son fluide musical en quelque sorte. Finalement il se rend compte qu'après avoir été embauché comme professeur amateur, il est devenu son propre et meilleur élève, étant donné la formation qu'il a acquise à ce poste. En parallèle, sous l'impulsion de Tchaïkovski, il étudie avec acharnement l'harmonie et le contrepoint, techniques occidentales peu connues en Russie. En quelques années, il devient un excellent professeur et un fervent partisan de l'enseignement scolaire musical (qu'il méprisait, étant plus jeune, pour son académisme, son conservatisme et son « occidentalisme »).

### Mariage

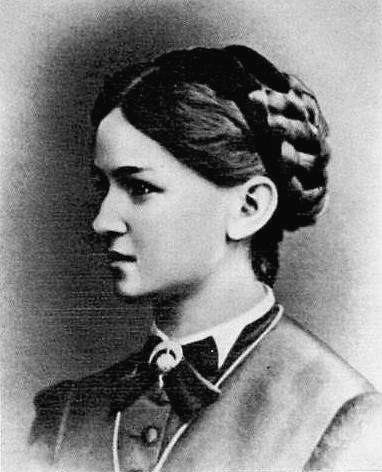
Nadejda Rimskaïa-Korsakova, l'épouse de Rimski-Korsakov

Son poste de professeur lui assure une certaine stabilité financière, ce qui lui permet de penser à fonder une famille. En décembre 1871, il demande Nadejda Purgold en mariage. Elle accepte et ils se marient en juillet 1872. Moussorgski est son témoin. Le couple aura sept enfants. L'un des fils, Andreï, deviendra musicologue et publiera plusieurs volumes racontant la vie et le travail de son père.
Nadejda sera une alliée de poids pour la carrière et le travail de Nikolaï, son rôle étant comparable à celui qu'a eu Clara Schumann dans la carrière de son mari. Intelligente, déterminée et bien plus au fait des théories musicales que son mari à l'époque de leur mariage, elle se révèle une excellente critique de sa production. Elle composera également une seconde version pour piano à quatre mains de Antar, en 1875.

### Inspecteur des orchestres de la marine impériale

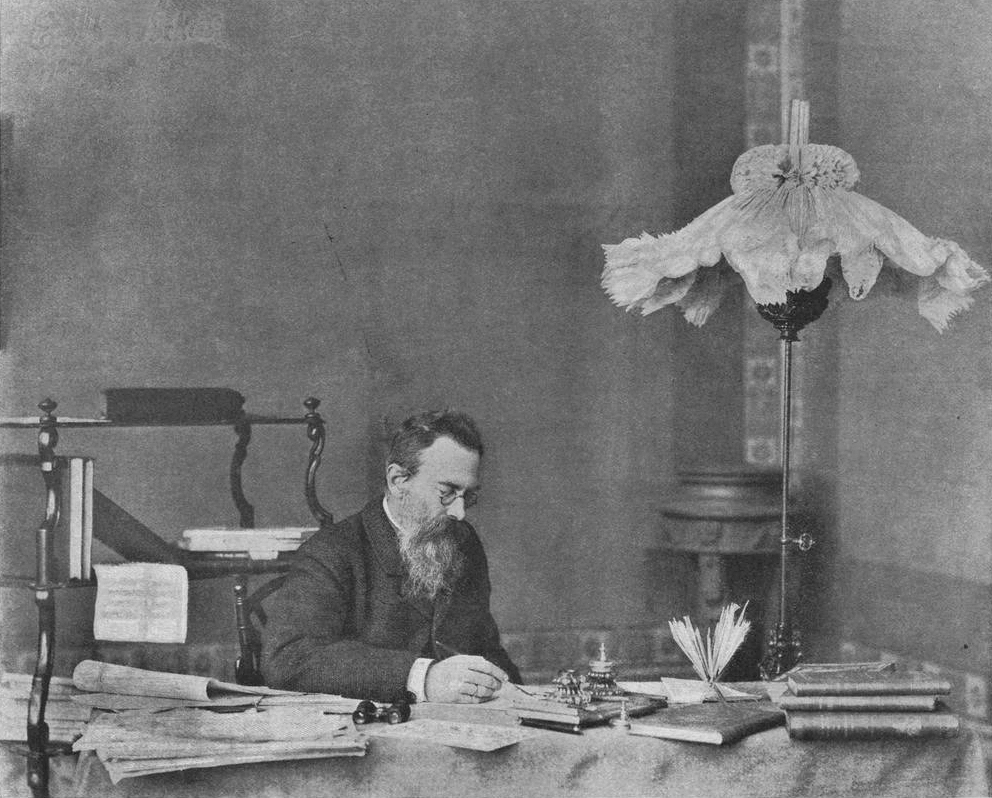
Rimski-Korsakov au travail dans son bureau.

Bien que déjà professeur au Conservatoire de Saint-Pétersbourg, Rimski-Korsakov n'en reste pas moins officier de marine. Au printemps 1873, il est nommé Inspecteur des orchestres de la marine impériale. Sa nouvelle mission qui répond davantage à ses aspirations consiste désormais à rencontrer les différents orchestres de la marine du tsar à travers la Russie. Il va évaluer les chefs d'orchestre, les musiciens, le répertoire joué ainsi que la qualité des instruments utilisés. Il s'occupe également de suivre la formation des cadets de la marine au Conservatoire, en écrivant un programme spécifique pour eux, et en faisant la jonction entre leur vie militaire et le Conservatoire. Il est enfin considéré comme un véritable musicien, « j'étais en extase, et mes amis également. J'ai reçu de nombreuses félicitations ».
Ce nouvel emploi le pousse à développer ses connaissances techniques, en rapport avec la construction et l'utilisation des instruments de musique classique. Il s'immerge dans le sujet, achète et apprend à jouer de nombreux instruments différents. Ce travail le conduit à rédiger un manuel d'orchestration. Il passe également deux ans à étudier le travail sur les lois de l'acoustique de Tyndall et Helmholtz. Il abandonne ces occupations quand il réalise l'immensité de la tâche, et la vitesse à laquelle la science évolue et devient obsolète. Il considère également que ses connaissances acquises sont maintenant suffisantes. Il applique les idées tirées de ces études à ses compositions, et à son enseignement au Conservatoire : « Composer demande une idée claire, sinon parfaite, des techniques de tous les instruments de l'orchestre. »
Il utilise ses nouvelles fonctions pour tester ses compositions, ou ses transpositions d'autres œuvres, avec les orchestres qu'il inspecte. Il demande également à certains chefs d'arranger certaines pièces qu'il choisit. Il organise et dirige des concerts donnés par un regroupement d'orchestres militaires à Kronstadt en octobre 1874. Le succès de cette entreprise pousse les responsables de la marine à autoriser Rimski-Korsakov à planifier et diriger plusieurs concerts au cours de l'année, en tant qu'Inspecteur. À cet effet il compose un ensemble de variations sur un thème de Glinka pour hautbois, un concerto pour trombone, et un Konzertstück pour clarinette, le tout accompagné des vents.
En mars 1884, un édit impérial supprime le poste d'Inspecteur, le compositeur part alors en retraite. Il rejoint Balakirev, directeur à la Chapelle du palais impérial, en tant qu'adjoint. Ce poste lui donne l'occasion de se plonger dans la musique religieuse russe orthodoxe, qu'il ne connaît pas. Il écrit un livre à ce sujet, pour ses étudiants, n'étant pas satisfait de celui de Tchaïkovski. Il reste à la Chapelle jusqu'en 1894.

### Immersion dans les études

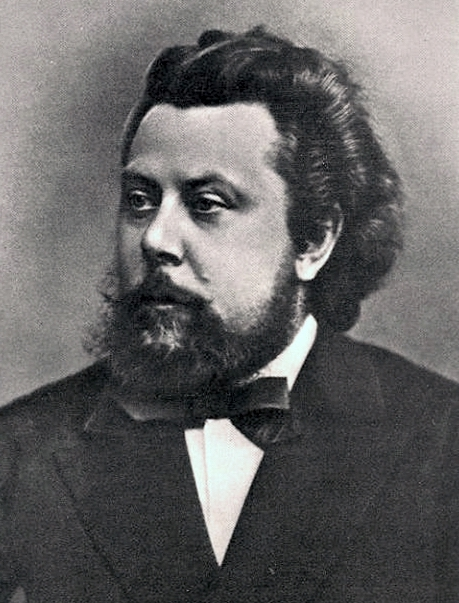
Modeste Moussorgski à l'époque où il perçoit Rimski-Korsakov comme un traître.

À cette époque, le compositeur passe le plus clair de son temps à étudier et enseigner les techniques instrumentales. Aux yeux de ses amis, il commet l'erreur de sombrer dans l'étude de compositions et techniques passées, voire dépassées, telle le contrepoint. Il leur semble qu'il brade son héritage russe pour composer des fugues ou des sonates, formes occidentales alors considérées comme archaïques. Borodine écrit « nombreux sont ceux qui déplorent le fait que Korsakov retourne sa veste, se noie dans des études d'antiquités. Je ne lui en veux pas, c'est compréhensible… ». Moussorgski est plus dur : « Le génial Koocha s'est perverti en un traître sans âme. » De son côté Tchaïkovski applaudit l'attitude de Rimski-Korsakov, écrivant son admiration pour sa modestie et sa force de caractère. Mais il le prévient tout de même de ne pas laisser son fantastique talent naturel se faire submerger par cet académisme. Il écrit à sa protectrice Nadejda von Meck : « Soit un maître génial va naître de ces études, soit il va sombrer dans des tours de passe-passe contrapuntiques. »
Pendant un certain temps, Rimski-Korsakov reste l'ombre de lui-même, qu'il est alors devenu. Il compose sa troisième symphonie, très marquée par des développements contrapuntiques, à l'opposé de ses deux premières. Il compose également un sextuor pour cordes, un quatuor pour cordes en fa mineur, et un quintette pour flûte, clarinette, cor, basson et piano. Ces œuvres ne reçoivent aucun succès. Les critiques acerbes fusent de la part de ses compatriotes. « Ils me considéraient alors sur la pente descendante. »

### Folklore, Glinka et Gogol

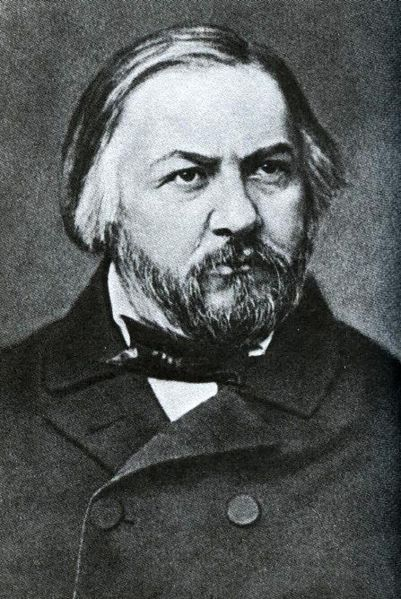
Mikhaïl Glinka

Deux projets sauvent le compositeur du marasme dans lequel il se trouve. Le premier est le retour vers la musique populaire autour de 1874. Après avoir étudié plusieurs œuvres, il décide d'en faire une compilation. Un de ses amis, Filipov, lui propose également de reprendre tous les thèmes et chants qu'il a entendus, et de les arranger pour être accompagnés au piano. Rimski-Korsakov écrit alors une quarantaine de chants. La publication de ces œuvres, ainsi qu'un deuxième volume, lui ont beaucoup apporté en tant que compositeur, nourrissant ses inspirations de nouvelles idées.
Le second projet lui est proposé par le frère de Glinka, qui veut publier les œuvres de son frère après les avoir copiées et éditées. Il demande à Rimski-Korsakov de l'aider, lequel invite également Balakirev et Liadov dans cette tâche. Ils passeront 18 mois, jusqu'en janvier 1878, à compléter ce travail.
Ces deux aventures jouèrent un rôle thérapeutique auprès du compositeur. L'été 1877, il songe de plus en plus au conte La Nuit de mai de Gogol. Cette histoire a toujours été sa préférée, et sa femme l'a longtemps poussé à en tirer un opéra. Même si certaines idées musicales lui étaient déjà venues par le passé, il y pense maintenant sans cesse. Il commence à écrire la musique en février 1878, et termine l'opéra en novembre de la même année. Il est très satisfait de cette œuvre, qui, à ses yeux, réalise une synthèse pertinente entre les techniques contrapuntiques et l'inspiration russe, ce qui torpille la rigidité du contrepoint. L'orchestration reste proche du style de Glinka.
Néanmoins, même après ce relatif succès, et la composition de La Demoiselle des neiges (Snegourotchka) en 1881, qui lui vient avec une facilité inattendue, son inspiration connaît une période creuse de 1883 à 1886. Il s'occupe en orchestrant les œuvres de Moussorgski et en terminant Le Prince Igor de Borodine.

### Les (salvateurs) Concerts symphoniques russes

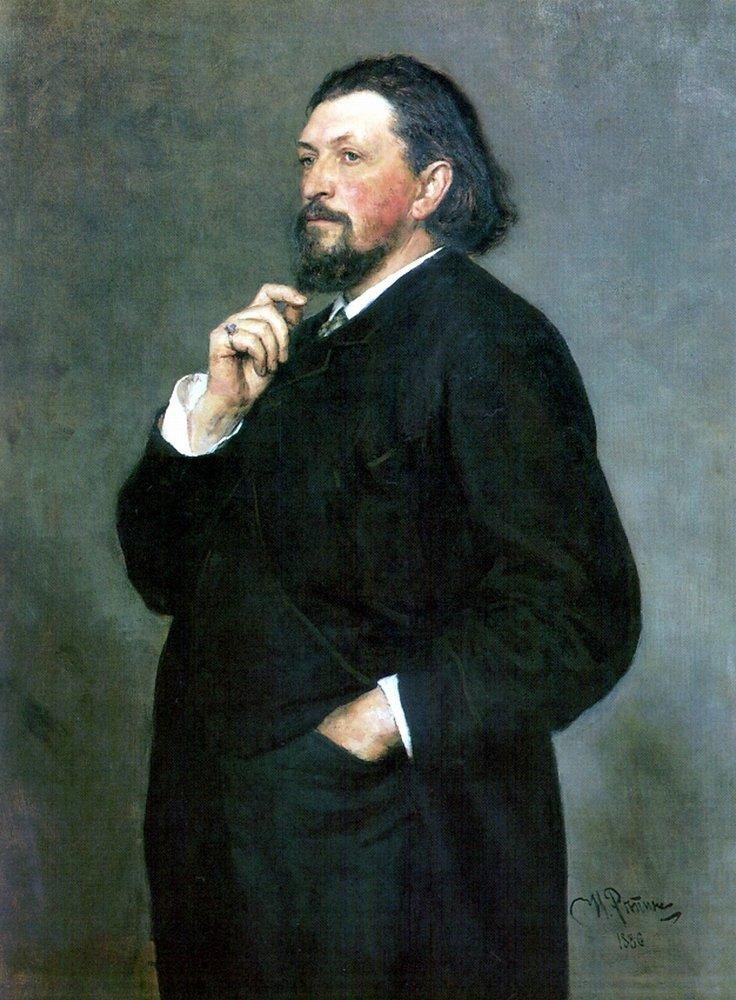
Portrait de Mitrofan Belaïev, fondateur des Concerts symphoniques russes, par Ilia Répine

Autour de 1884, le compositeur fait la connaissance du mécène Mitrofan Belaïev, à la réunion hebdomadaire des « Vendredis » (soirées où les invités écoutent des quatuors) chez lui. Belaïev a déjà manifesté un grand intérêt pour le jeune compositeur, Alexandre Glazounov, qui fut un élève de Rimski-Korsakov. Belaïev loue une salle de concert et un orchestre pour jouer la première symphonie de Glazounov, et une suite symphonique qu'il vient de finir. Glazounov devait diriger une partie du concert. Réalisant qu'il était trop jeune, et trop nerveux pour conduire l'orchestre, Rimski-Korsakov se propose pour le remplacer. « La répétition », comme il l'appela plus tard, se déroule à merveille, et enchante Beliaïev et le public invité.
Enhardi par ce succès, Belaïev et Rimski-Korsakov décident de poursuivre l'expérience, en offrant au public les « Concerts symphoniques russes » en 1886, où se jouent des œuvres de compositeurs russes, dont notamment Rimski-Korsakov et Glazounov. C'est à ces concerts qu'a lieu la première du concerto pour piano et orchestre du maître, accompagné par le poème symphonique Stenka Razine de Glazounov. Le nombre de pièces symphoniques présentées va croissant, et il devient difficile de placer des œuvres de la Société de musique russe (dont Anton Rubinstein est membre), ou autre organisations, composant des pièces pour piano. Rimski-Korsakov dirige la plupart des œuvres du répertoire des Concerts.
Il est temps pour Rimski-Korsakov de dévoiler au monde ses œuvres les plus brillantes. Il compose pour les Concerts : Schéhérazade, le Capriccio espagnol et La Grande Pâque russe, et termine d'orchestrer la Une nuit sur le mont Chauve de Moussorgski. Il se rend compte que ces œuvres l'extirpent totalement des influences destructrices du contrepoint, pour se tourner vers des développements figuratifs et virtuoses, qui deviennent sa spécialité. Ce sont d'ailleurs aujourd'hui les œuvres les plus diffusées et applaudies du compositeur, tant pour leur originalité et leur orchestration impeccable et novatrice, que pour leurs thèmes fantastiques et leur puissance évocatrice.

### Dernières années

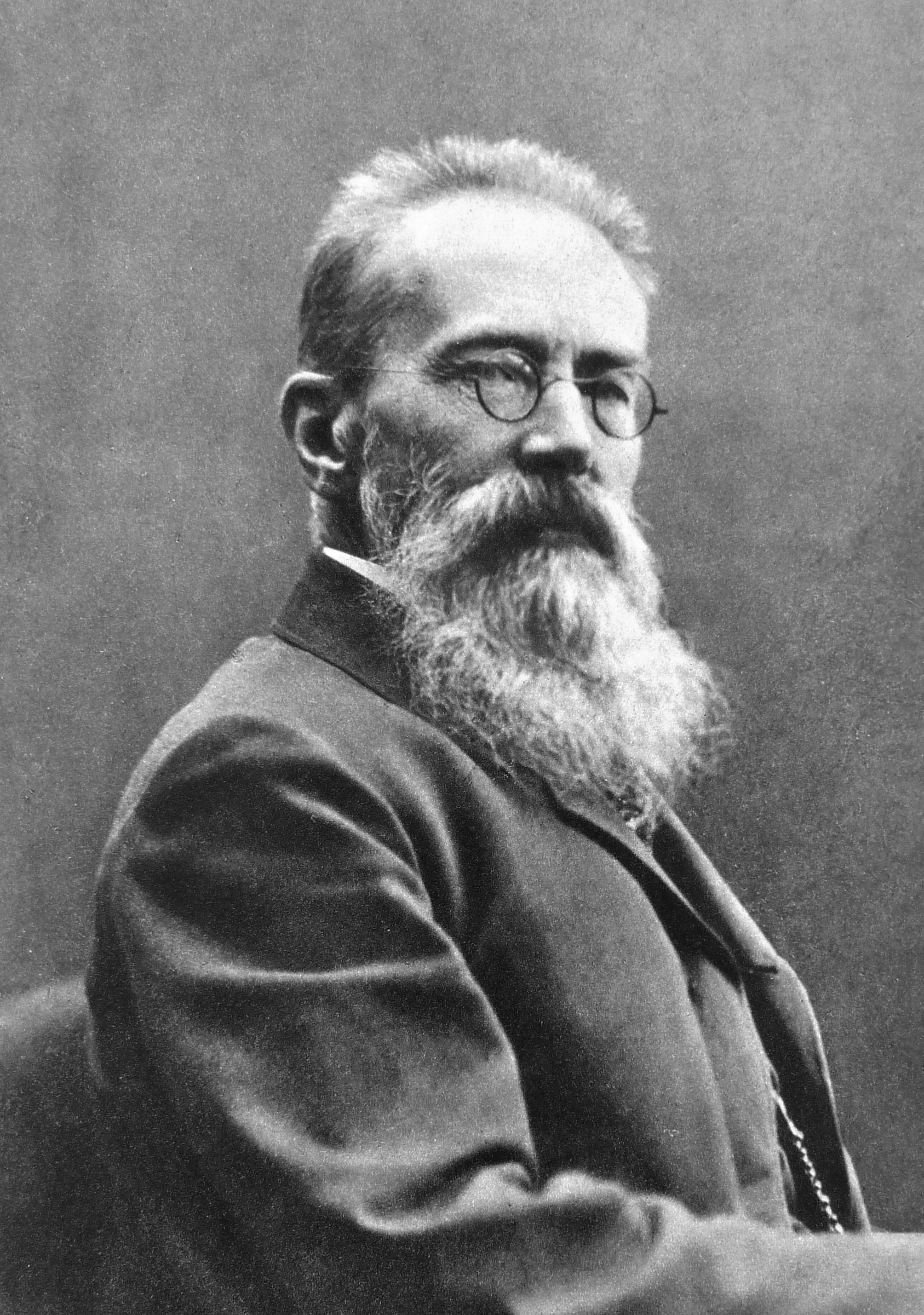
Nikolaï A. Rimski-Korsakov

En 1892, le compositeur souffre d'un second manque d'inspiration. Cela est principalement dû à la fatigue physique et psychique, causée par la neurasthénie, le fait que sa femme et son fils tombent malades de la diphtérie, la mort de sa mère, et la mort de son avant-dernier fils. Il arrête de participer aux Concerts, et à la Chapelle. Il songe également à abandonner la musique définitivement.
Ironie du sort, c'est une autre mort qui lui confère un nouvel élan artistique : celle de Tchaikovski, en 1893. Elle lui donne la possibilité, d'une part de composer pour le Théâtre impérial, et de reprendre le thème de l'opéra inachevé de Tchaïkovski, basé sur la Veille de Noël de Gogol. Ce nouvel opéra, La Veille de Noël, remporte un franc succès et fait renaître le potentiel de Rimski-Korsakov. Il se met alors à composer des opéras, au rythme d'un tous les dix-huit mois. Ce qui fait un total de onze opéras écrits entre 1893 et 1908. Il commence également, mais abandonne, un nouveau traité d'orchestration (son second). Il tente d'y mettre la dernière main dans les quatre dernières années de sa vie, mais l'ouvrage restera inachevé. Son beau-fils, Maximilian Steinberg, le terminera pour lui en 1912, illustrant les propos du défunt par plus de 300 extraits de ses œuvres. Ce traité exposant les bases de l'orchestration de Rimski-Korsakov, sert alors de référence pour les compositeurs de l'époque, qu'ils soient russes ou occidentaux.

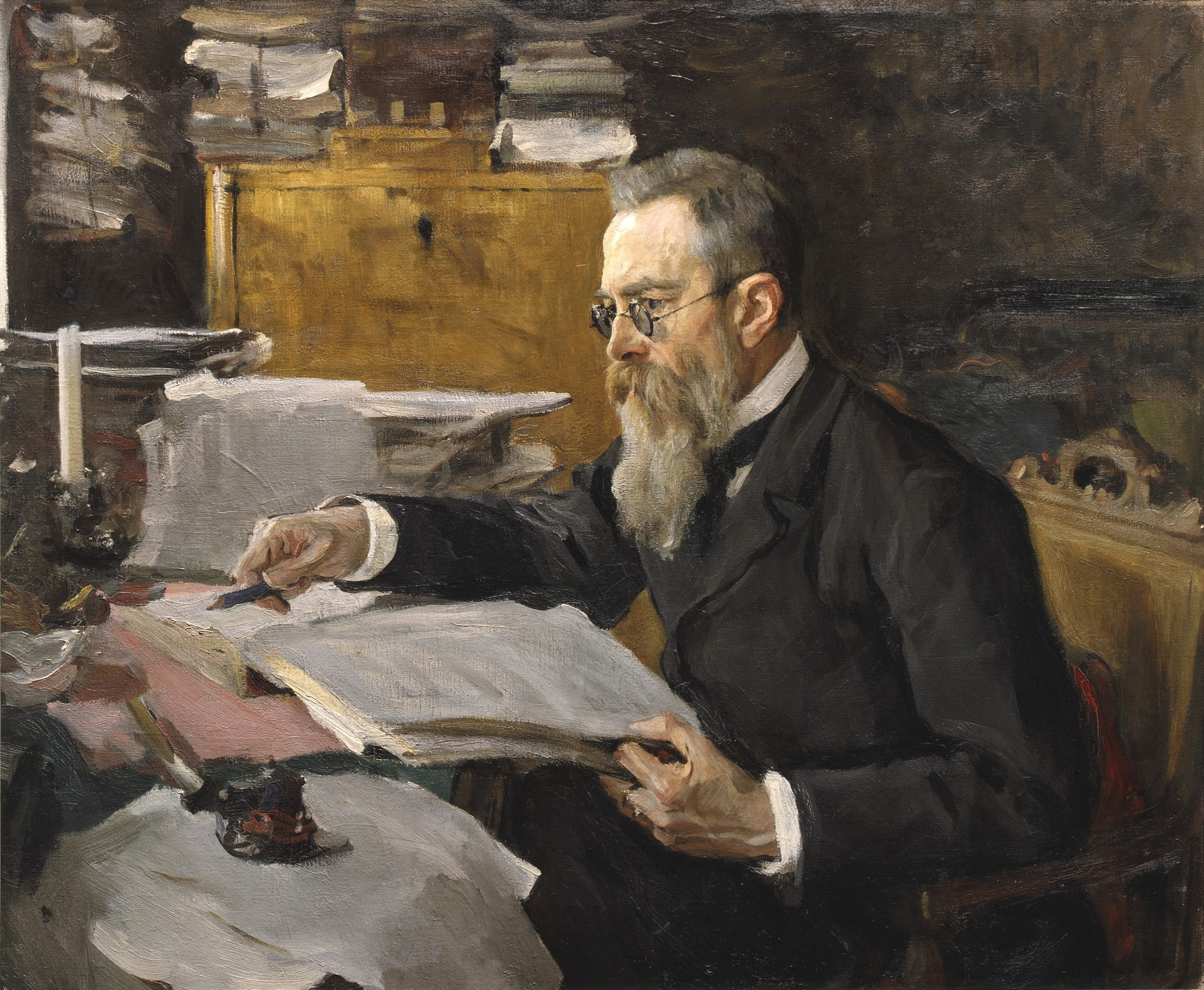
Portrait de Rimski-Korsakov par Valentin Serov (1898)

En 1899, pour le centenaire de Pouchkine, Rimski-Korsakov écrit la cantate Le Chant d'Oleg le Sage.
Durant la révolution russe de 1905, Rimski-Korsakov apporte son soutien aux étudiants et écrit quelques articles dans les journaux où il critique les actions réactionnaires de la direction du Conservatoire et de la Société musicale russe. En réponse il est licencié du conservatoire. Cet événement provoque l'indignation des milieux intellectuels et musicaux : plusieurs professeurs (y compris Alexandre Glazounov et Anatoli Liadov), ainsi qu'une centaine d'étudiants quittent le conservatoire en signe de protestation. Rimski-Korsakov reçoit des milliers de lettres de soutien. Finalement environ trois cents étudiants quittent le Conservatoire pour montrer leur sympathie envers le maître. En décembre 1905, il est réintégré au Conservatoire. La polémique continue pourtant à la parution de son opéra le Coq d'or, une critique voilée de l'autocratie, de l'impérialisme russe, et de la guerre russo-japonaise. La première n'est donnée qu'en 1909, après la mort du compositeur et dans une version tronquée.
Le « stress » accumulé lors des dernières années amplifie les effets de l'angine de poitrine dont il souffre depuis 1890. Dès 1907, la maladie progresse au point qu'il est incapable de composer. Il meurt dans sa propriété de Lioubensk près de Louga en juin 1908, et est enterré au cimetière Tikhvine. À l'occasion de sa mort, Igor Stravinsky, très ému, compose Chant funèbre (Opus 5) pour orchestre à vent.

## La musique de Rimski-Korsakov

### Œuvre
Rimski-Korsakov laisse environ 130 œuvres musicales, dont :

#### Opéras
- La Pskovitaine ou La Jeune Fille de Pskov (Pskovitianka ; russe : Псковитянка) sur un livret de Rimski-Korsakov, d'après le drame de Léon Meï ; créé au Théâtre Mariinsky le 13 janvier 1873 ;
- Nuit de mai (Maïskaia Notch; russe : Майская ночь) sur un livret de Rimski-Korsakov, d'après Gogol ; créé au Théâtre Mariinsky le 21 janvier 1880 ;
- La Demoiselle des neiges (Snegourotchka; russe : Снегурочка) (1880-1881) (livret de Rimski-Korsakov, d'après Ostrovsky) ; créé le 10 février 1882 ;
- Mlada (Млада) (1889-1890) (Livret de Rimski-Korsakov, d'après Guedeonov et Krylov) ; créé le 1er novembre 1892 ;
- La Nuit de Noël (Notch pered Rojdestvom; russe : Ночь перед Рождеством) (1895) (livret de Rimski-Korsakov, d'après Gogol) ; créé le 10 décembre 1895 ;
- Sadko (russe : Садко) (1896) (Livret de Rimski-Korsakov, d'après les bylines et légendes populaires) ; créé le 7 janvier 1898 ;
- Mozart et Salieri (Motsart i Salieri ; russe : Моцарт и Сальери) (1897) (Livret de Rimski-Korsakov, d'après Pouchkine) ; créé le 7 décembre 1898 ;
- La Fiancée du tsar (Tsarskaïa nevesta) (Царская невеста) (1898) (livret de Rimski-Korsakov, d'après Meï) ; créé le 3 novembre 1899 ;
- Le Conte du tsar Saltan (Skazka o tsare Saltane; russe : Сказка о царе Салтане) (1899-1900), (Livret de V.I. Bielsky, d'après Pouchkine) ; créé le 3 novembre 1900 ;
- Servilia, opéra en cinq actes d'après le drame de Meï (1902) ; créé le 14 octobre 1902 ;
- Kachtcheï l'immortel (russe : Кащей Бессмертный) Opéra en trois tableaux (1901-1902) ; créé le 25 décembre 1902 ;
- Pan Voïevoda, opéra en trois actes, op. 59 (1904) ; créé le 16 octobre 1904 ;
- La Légende de la ville invisible de Kitège et de la demoiselle Fevronia (russe : Сказание о невидимом граде Китеже и деве Февронии) (1904) ; créé le 20 février 1907 ;
- Le Coq d'or (russe : Золотой Петушок) (1906-1907) (d'après Pouchkine) ; créé le 7 octobre 1909.

#### Orchestre et concertantes
- Symphonie no 1 en mi mineur, op. 1 (1861-65, rév.1884 – 28 min)
- Ouverture sur trois thèmes russes, op. 28 (1866, rév.1879/80 – 12 min)
- Sadko poème symphonique, op. 5 (1867, rév.1869/92 – 11 min)
- Fantaisie sur des thèmes serbes, op. 6 (1867, rév.1886/87 – 7 min)
- Symphonie no 2 « Antar », op. 9 (1868, rév.1875/97 – 28 min)
- Symphonie no 3 en ut majeur, op. 32 (1866-73, rév.1886 – 37 min)
- Concerto pour trombone et musique militaire (1877 – 11 min)
- Variations pour hautbois et musique militaire (1877 – 10 min)
- Concerto pour clarinette et musique militaire (1878 – 8 min 30 s)
- Skazka (Conte de Fée), op. 29 (1879-80 – 17 min 40 s)
- Concerto pour piano en ut dièse mineur, op. 30 (1882/83 – 14 min 30 s)
- Sinfonietta sur des thèmes russes, op. 31 (1880/84 – 24 min 30 s)
- Fantaisie de concert sur deux thèmes russes pour violon et orchestre, op. 33 (1886/87 – 12 min)
- Capriccio espagnol, op. 34 (1887 – 17 min)
- Schéhérazade suite symphonique, op. 35 (1888 – 45 min)
- La Grande Pâque russe, op. 36 (1888 – 14 min 15 s)
- Souvenirs de trois chants polonais pour violon et orchestre (1888)
- Sérénade pour violoncelle et orchestre, op. 37 (1893, orch. 1903 – 4 min 30 s)
- Le Vol du bourdon interlude musical tiré de l'opéra Tsar Saltan (1899 – 3 min 30 s)
- Au tombeau déploration sur la mort de Mitrofan Belaïeff pour orchestre, op. 61 (1904 – 4 min 30 s)
- Doubinouchka poème symphonique (avec chœur ad lib.), op. 62 (1905/06 – 4 min)
- Chanson napolitaine, op. 63 (1880)

#### Chorales
- Deux chœurs féminins à trois voix, op. 13 (1874)
- Quatre variations et fugues sur un thème populaire « Надоели ночи » (Nuits fatigantes), op. 14 (1874)
- Six chœurs pour voix mixtes, op. 16 (1876)
- Deux chœurs dans le mode mixolydien, op. 18 (1876)
- Le Dit d'Alexis, homme de Dieu pour chœur et orchestre, op. 20 (1878 – 5 min 40 s)
- Gloire (« Слава » = « Slava »), op. 21, pour chœur mixte et orchestre (1879-90)
- Quatre chœurs masculins à trois voix, op. 23 (1876)
- Svitezianka (d'après Mickiewicz) pour soprano et ténor, chœur mixte et orchestre, op. 44 (1897 – 16 min 30 s)
- Le Dit d'Oleg le Sage (d'après Pouchkine) pour voix d'hommes et orchestre, op. 58 (1899 – 17 min 10 s)
- Notre père
- Extrait d'Homère prélude-cantate pour voix de femmes et orchestre, op. 60 (1901 – 11 min 40 s)

#### Mélodies
- Quatre Romances, op. 2 (1865/66 – 7 min 50 s)
- Quatre Romances, op. 3 (1866 – 7 min 10 s)
- Quatre Romances, op. 4 (1866 – 6 min 50 s)
- Quatre Romances, op. 7 (1867 – 9 min)
- Six Romances, op. 8 (1868/70 – 14 min)
- Deux Romances, op. 25 (1870/76 – 3 min 40 s)
- Quatre Romances, op. 26 (1882 – 11 min 40 s)
- Quatre Romances, op. 27 (1883 – 7 min)
- Quatre Romances, op. 39 (1897 – 10 min)
- Quatre Romances, op. 40 (1897 – 10 min 40 s)
- Quatre Romances, op. 41 (1897 – 7 min 30 s)
- Quatre Romances, op. 42 (1897 – 7 min 50 s)
- Quatre Romances, op. 43 « Au Printemps » (1897 – 6 min 30 s)
- Cinq Romances, op. 45 « Au Poète » (1897 – 11 min 15 s)
- Cinq Romances, op. 46 « Au bord de la mer » (1897 – 8 min 30 s)
- Quatre Romances, op. 50 (1897/98 – 5 min 30 s)
- Cinq Romances, op. 51 (1897 – 15 min)
- Les Libellules (Стрекозы) pour trois voix de femmes, op. 53 (1897)
- Antchar, drevo smerti Air de concert pour basse et orchestre d'après Pouchkine, op. 49 no 1 (1897 – 5 min 30 s)
- Prorok (Le Prophète) Air de concert pour basse et orchestre d'après Pouchkine, op. 49 no 2 (1897 – 4 min 50 s)
- Quatre Romances, op. 55 (1897/98 – 5 min 30 s)
- Deux Romances, op. 56 (1898 – 7 min 30 s)

#### Piano
- Six variations sur B-A-C-H op. 10 (1878)
- Quatre pièces pour piano op. 11 (1875)
- Trois pièces pour piano op. 15 (1876)
- Six fugues pour piano op. 17 (1875)
- Variations sur un thème de Micha (fils de Nikolai Rimsky-Korsakov, alors âgé de 5 ans) (1878)
- Deux pièces pour piano op. 38 (1894-97)
- Allegretto en ut majeur (1895)
- Larmes - Andantino, d'après une chanson arménienne (1901)

#### Musique de chambre
- Quatuor à cordes en fa majeur, op. 12 (1875 – 23 min)
- Sextuor à cordes en la majeur (1876 – 33 min)
- Quintette pour piano et vents en si bémol majeur (1876 – 28 min)
- Fugue pour quatuor à cordes "Au couvent" (1879)
- Chorale et variations pour quatuor à cordes (1885)
- Allegro pour le Quatuor à cordes sur le nom B-la-f (1886)
- Khorovod pour le quatuor à cordes collectif « Jour de fête » en l'honneur de M. Belyayev (1888)
- Notturno pour quatre cors (1888)
- Trio pour piano et cordes en ut mineur (1897 – 44 min 45 s)

### Origines
Comme pour tous les compositeurs géniaux, il est difficile de trouver une origine précise à la musique de Rimski-Korsakov, néanmoins on peut déceler certaines influences. La musique et le style de Rimski-Korsakov se fondent en premier lieu sur les premières œuvres russes, notamment celles de Glinka, Rubinstein, ou Balakirev. Mais il y ajoute, en plus de sa touche personnelle si particulière, des influences venues de la musique française ou italienne de la première moitié du dix-neuvième siècle. Son orchestration précise, puissante et efficace fait particulièrement penser à Berlioz. L'influence de la Symphonie fantastique sur Schéhérazade est notable. De même le style mélodique, faussement simple, direct, et franc fait penser aux opéras italiens de Rossini ou encore aux prouesses thématiques de Paganini.

### Style et travail de composition
Rimski-Korsakov est un compositeur prolifique. Même pendant ses périodes de faible inspiration, il se maintient constamment au travail. Chostakovitch analyse :

« Tchaikovsky et Rimski-Korsakov ne s'appréciaient pas, et n'étaient d'accord que sur peu de choses. Néanmoins, ils s'accordaient sur cette idée : il faut composer constamment. Si on ne se sent pas capable d'écrire une œuvre majeure, alors on écrit de petites pièces. Si on n'arrive pas à les finir, alors on orchestre autre chose. »

Faisant continuellement son autocritique (parfois aidé de sa femme et de ses amis), Rimski-Korsakov revoit, révise, et ré-orchestre la plupart de ses œuvres, dont ses trois symphonies, ses suites, et l'opéra Sadko, plusieurs fois chacune. Et ces révisions vont du simple changement de tempo, de timbre, ou de détails instrumentaux, au changement complet d'orchestration ou de tonalité.
Il s'investit également dans diverses expériences musicales, explorations de nouveaux procédés, essais de nouvelles harmonies, propositions de superpositions thématiques, etc. Mais il conservera toujours la même ligne directrice : la haine de l'excès. Jamais une seule de ses œuvres ne sera trop massive, ou trop bruyante, déséquilibrée, ou dissonante (à la différence de certains de ses successeurs ou contemporains). En s'inspirant du travail de Liszt ou Glinka, il fait progresser de façon significative l'utilisation des gammes pleines, ou octatoniques, en les développant de façon fantastique notamment dans ses opéras. Mais à chaque fois qu'il invente, ou fait évoluer une technique orchestrale, il lui applique des règles strictes, afin d'en maîtriser les effets, en accord avec son « bon sens musical » comme il l'appelle. En ce sens, il est aussi bien un compositeur progressiste que conservateur, installant un cadre précis, presque scolaire, à chaque nouveauté qu'il propose.
À la manière de son compatriote Cui, et à l'opposé d'un Tchaïkovski, il investit toutes ses forces dans ses opéras. Les sujets qu'il traite vont du mélodrame historique (la Fiancée du Tsar), à l'opéra populaire (La Nuit de mai), en passant par les contes et les légendes (Snégourotchka ou La Demoiselle des neiges, Kashchey l'Immortel, ou La Légende du Tsar Saltan). En parallèle des descriptions mélodiques fantastiques ou bien réelles, ses opéras font appel à des mélodies populaires, des déclamations mesurées et réalistes, des mélodies aux lyrisme prononcé, des harmonies complètement artificielles, le tout servi par une orchestration expressive, efficace, et impeccable. La quasi-totalité de ses opéras demeurent encore au répertoire de base des salles d'opéras russes actuelles (notamment le Théâtre Mariinsky (ex-Kirov) ou le Bolchoï). Et même si les œuvres entières ne sont pas très connues du public occidental, de nombreux extraits y sont connus. On pense notamment au Vol du bourdon (de Tsar Saltan), la Danse des bouffons (de Snégourotchka), La Procession des nobles (de Mlada), la Chanson indienne (de Sadko). Rimski-Korsakov a également dérivé des suites orchestrales de certains de ses opéras, dont La légende de la ville invisible, Mlada, Le Coq d'or, Tsar Saltan, La Veille de Noël, ou la Demoiselle des neiges.
Cependant le public occidental connaît surtout ses œuvres orchestrales, dont Shéhérazade, ou le Capriccio espagnol sont les exemples les plus parlants. La suite symphonique est d'ailleurs très souvent citée comme exemple de cours, en termes d'orientalisme russe, de théorie d'orchestration ou de mélodies (superposition, répétition, et/ou juxtaposition thématique). Son état d'esprit a également servi de base à de nombreuses compositions postérieures (Suites d'Stravinsky, dont Petrouchka, Ballets et Suites de Prokofiev ou encore diverses œuvres de Ravel). Le Capriccio espagnol enfin, écrit directement dans la lignée des œuvres de Glinka (dont les Fantaisies Pittoresques), même si l'orchestration de Rimski-Korsakov dépasse en complexité et en efficacité celle de son prédécesseur, a servi de base à la Rapsodie espagnole de Ravel.

### Renommée internationale
On est en droit de se demander quelles sont les raisons qui font que, malgré les qualités certaines de ses œuvres et leur grand nombre, Rimski-Korsakov jouit d'une réputation moindre que celle de Tchaïkovski. En effet, ces deux compositeurs étaient de loin les plus connus au sein de la Russie à l'époque où ils ont vécu, et même de nos jours, et leur production sont grandement comparables tant en qualité qu'en quantité. Il est aujourd'hui difficile de trouver une salle de concert internationale qui ne joue aucune œuvre de Tchaïkovski lors d'une saison, alors qu'il n'est pas si rare d'en trouver qui ignore Rimski-Korsakov. On peut invoquer plusieurs raisons :
- à la fin de sa vie, Rimski-Korsakov se consacre à l'opéra, et ses compositions rencontrent un grand succès, qui occulte partiellement ses productions précédentes. Or les textes chantés sont en langue russe, qui n'est pas vraiment répandue dans les pays étrangers. Ceci contribue à limiter la diffusion des dernières œuvres du maître, pourtant parmi ses plus réussies. À l'inverse Tchaïkovski continue de composer des ballets et des symphonies jusqu'à sa mort. Ceux-ci comptent parmi ses plus belles œuvres, et sont facilement diffusées en Europe, la musique n'ayant pas la barrière de la langue ;
- la musique de Rimski-Korsakov est intrinsèquement russe, et en ce sens elle n'est pas compréhensible pour le public européen. Il peut la vivre, l'apprécier et se laisser emporter par elle, mais en aucun cas il ne la comprend. Le terme utilisé ici est un peu ambigu, mais il reflète les difficultés des musicologues à critiquer, analyser, évaluer, les œuvres de musique. Ainsi il est beaucoup plus simple (à ne pas voir ici au sens péjoratif) de comprendre la musique de Tchaïkovski, qui s'appuie sur des éléments de compositions bien européens. Et l'on sait le rôle que les musicologues et les critiques jouent dans le choix des programmes proposés en salles de concert ;
- la vie personnelle des personnages joue également son rôle. Tchaïkovski a une vie bouleversante, son problème de sexualité, et la dépression qu'elle engendre, provoque un regard différent sur sa musique. À l'inverse, Rimski-Korsakov a une vie tranquille, presque normale, hormis quelques maladies et plusieurs décès de proches. Le public intériorise ces éléments extra-musicaux (peut-être avec raison), qui changent la saveur des œuvres qu'il écoute.

### Élèves et héritiers

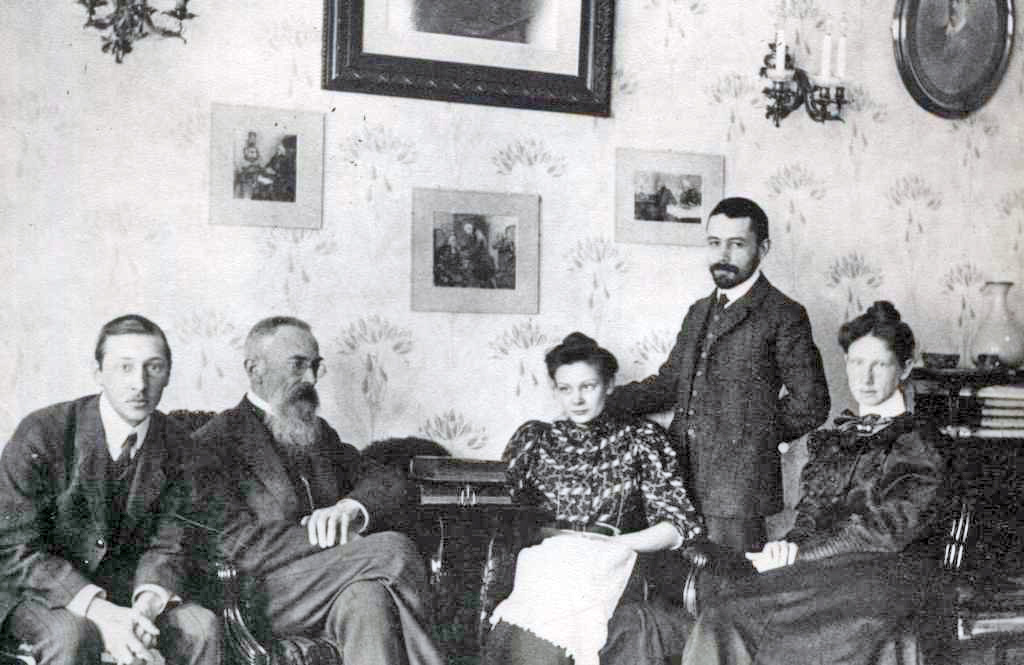
Igor Stravinsky (à gauche) et Nikolaï Rimski-Korsakov (à droite de Stravinsky) en 1908.

Au cours des décennies qui l'ont vu enseigner au Conservatoire de Saint-Pétersbourg, Rimski-Korsakov a été le professeur de nombreux compositeurs qui seront ensuite célèbres, dont Alexandre Glazounov, Anatoli Liadov, Anton Arenski, Sergueï Prokofiev, Igor Stravinsky, Ottorino Respighi, Witold Maliszewski ou encore Artur Kapp. Outre ces élèves, Rimski-Korsakov eut de nombreux héritiers, dont les principaux sont Reinhold Glière et Dmitri Kabalevski.
Stravinsky, qui étudia en privé avec Rimski-Korsakov avant son entrée au Conservatoire, se souvient de leur relation :

« Il me donnait quelques partitions pour piano d'un opéra qu'il venait de finir, et me demandait d'orchestrer ces pages. Quand j'avais fini, il me présentait sa version, nous comparions les différences, il me demandait de les expliquer, et quand j'en étais incapable il prenait le temps de me justifier ses choix. »

Rimski-Korsakov sentait que les étudiants doués n'ont pas besoin de trop d'enseignement. Leur enseigner quelques techniques de piano, de composition et de contrepoint, puis leur laisser un an ou deux pour s'entrainer, leur donner quelques exercices de compositions et d'orchestration, souvent libres, suffisait largement.
Le chef d'orchestre Nikolaï Malko se souvient de l'attitude du maître en cours. Au début du premier cours il dit « Je vais parler et vous allez écouter. Ensuite je vais parler moins et vous allez commencer à travailler. Enfin je ne parlerai plus du tout et vous allez commencer votre carrière. » Il ajoute que le cours lui convenait parfaitement : « Rimski-Korsakov était un excellent professeur, il expliquait tout, clairement et simplement, nous n'avions qu'à écouter et travailler suffisamment pour comprendre. »
À cause de la popularité du maître, ses cours faisaient continuellement salle comble. Ceci irritait particulièrement le jeune Prokofiev qui souhaitait avoir l'attention du maître pour lui seul. Il admit néanmoins que les étudiants qui étaient conscients du bénéfice qu'il pouvait tirer d'un tel professeur, faisaient en sorte qu'ils en arrivaient à oublier la foule.

### Éditer et compléter les œuvres des Cinq
Rimski-Korsakov a passé beaucoup de temps à reprendre, à compléter, à éditer, ou encore à orchestrer le travail des autres membres du Groupe des Cinq. Ces efforts sont notamment dus à l'ambiance de coopération qui régnait au sein du groupe dans les années 1860-1870. Ils se conseillaient entre eux, s'entraidaient pour finir des œuvres, ou travaillaient à plusieurs sur la même œuvre. Le travail du maître a permis de sauver de nombreuses œuvres de l'oubli ou de l'indifférence. On pense à l'écriture de la fin du Prince Igor de Borodine, l'orchestration de certains passages de William Ratcliff de Cui (pour la première de 1869), et l'orchestration complète du chant du cygne pour Le Convive de pierre de Dargomyjski.
Même si cet effort est louable, il n'est pas sans provoquer quelques controverses, notamment dans le cas de Moussorgski. Après la mort de ce dernier en 1881, le maître reprend et complète nombre de ses œuvres, pour les publier ou pour les porter sur scène. Dans la plupart des cas, cela permit de mieux diffuser les œuvres de Moussorgski à travers la Russie ou en Europe (Une nuit sur le mont Chauve, par exemple). Cependant, en reprenant les partitions de ses amis, il les balayait de ce qui ne lui convenait pas, en accord avec son « bon sens musical », pour leur donner son propre style. Cela a été perçu comme l'attitude pédante d'un maître qui vient pour corriger ses élèves, sans se préoccuper de leurs idées. Rimksi-Korsakov se défend en évoquant les points suivants :
- il a toujours laissé intacts les manuscrits originaux, qui sont disponibles à la Bibliothèque, au cas où la postérité voudrait retrouver les œuvres originales ;
- il ne s'est jamais approprié les œuvres de ses amis, comme il aurait pu facilement le faire ;
- sans son travail, de nombreuses idées géniales auraient été perdues, car impossibles à présenter sous leur forme inachevée.

Le temps semble lui donner raison, et l'exemple le plus cinglant est peut-être l'histoire de la Nuit sur le Mont Chauve, superbe pièce qui serait complètement morte si Rimski-Korsakov ne lui avait pas donné son orchestration. La version actuelle de cette pièce que l'on entend dans les salles de concert de nos jours est d'ailleurs celle de Rimski-Korsakov. Le contre-exemple (qui prouve également la bonne foi de Rimski-Korsakov) est l'opéra Boris Godounov, que l'on joue aujourd'hui dans la version originale de Moussorgski.

## Synesthésie
Rimski-Korsakov présentait une forme de synesthésie (une condition neurologique par laquelle deux ou plusieurs sens sont associés), qui lui faisait voir des couleurs quand il entendait certaines tonalités. Et ce, selon les correspondances suivantes :
| Tonalité musicale | Couleur      |
| ----------------- | ------------ |
| Do                | Blanc        |
| Ré                | Jaune        |
| Mi bémol          | Gris charbon |
| Mi                | Saphir       |
| Fa                | Vert         |
| Sol               | Jaune or     |
| La                | Rose pâle    |

## Hommages
Sont nommés en son honneur :
- le Conservatoire Rimski-Korsakov de Saint-Pétersbourg ;
- la perspective Rimski-Korsakov, à Saint-Pétersbourg ;
- l'allée Rimski-Korsakov, à Paris[17] ;
- (4534) Rimskij-Korsakov, un astéroïde de la ceinture principale découvert en 1986[18].

## Publications
- Nikolaï Rimski-Korsakov, Chronique de ma vie musicale : traduit du russe, présenté et annoté par André Lischke, Paris, Fayard, 2008, 454 p. (ISBN 978-2-213-63546-0 et 2-213-63546-3, OCLC 470985925, BNF 41259917)
- Manuel pratique de l'harmonie, publié en russe en 1885
- Principes d'orchestration, commencé en 1873, et complété après la mort de l'auteur par Maximilien Steinberg, en 1912, publié en russe en 1922 et traduit en français par Michel Dimitri Calvocoressi en 1922 (Édition russe de musique)